# アンソアテギ州
アンソアテギ州（アンソアテギしゅう、西: Estado Anzoátegui、IPA: [esˈtaðo ansoˈateɣi]）は、ベネズエラ北東部の州。多くの観光客をひきつける美しいビーチで知られる。主要都市には州都バルセロナのほか、プエルト・ラ・クルスやエル・ティグレがある。

## 歴史
1810年にクマナ州から分かれ、独立の英雄であるホセ・アントニオ・アンソアテギ（1789年 - 1819年）にちなみ名づけられた。州都バルセローナは1677年の建設。1909年に現在の行政形態に落ち着いた。

## 地理
国の北東部に位置し、東でモナガス州およびスクレ州と、南でボリバル州と、西でグアリコ州と、北西でミランダ州とそれぞれ接する。北でカリブ海に臨む。

## 人口
2019年の推計人口は175万3900人。直近の2009年国勢調査では146万9747人であった。

## 経済
州経済はベネズエラで最も重要な天然資源の石油に依存しており、ラテンアメリカ最大手の石油化学企業「ホセ石油コンビナート」が牛耳っている。基幹産業にはこのほか、漁業や観光業が挙げられる。

## 下位行政区
州は下記の21ムニシピオ（基礎自治体）から成る。括弧内は各ムニシピオの中心都市。
1. アナコ市（アナコ）
2. アラグア市（アラグア・デ・バルセロナ）
3. ディエゴ・バウティスタ・ウルバネハ市（レチェリア）
4. フェルナンド・デ・ペニャルベール市（プエルト・ピリトゥ）
5. フランシスコ・デ・カルメン・カルバハル市（バジェ・デ・グアナペ）
6. フランシスコ・デ・ミランダ市（パリャグアン）
7. グアンタ市（グアンタ）
8. インデペンデンシア市（ソレダ）
9. ホセ・グレゴリオ・モナガス市（マピーレ）
10. フアン・アントニオ・ソティージョ市（プエルト・ラ・クルス）
11. フアン・マヌエル・カヒガル市（オノト）
12. リベルタ市（サン・マテオ）
13. マヌエル・エセキエル・ブルスアル市（クラリネス）
14. ペドロ・マリア・フレイテス市（カンタウーラ）
15. ピリトゥ市（ピリトゥ）
16. サン・ホセ・デ・グアニパ市（サン・ホセ・デ・グアニパ/エル・ティグリト）
17. サン・フアン・デ・カピストラーノ市（ボカ・デ・ウチーレ）
18. サンタ・アナ市（サンタ・アナ）
19. シモン・ボリーバル市（バルセロナ）
20. シモン・ロドリゲス市（エル・ティグレ）
21. シル・アルトゥール・マグレゴル市（エル・チャパロ）

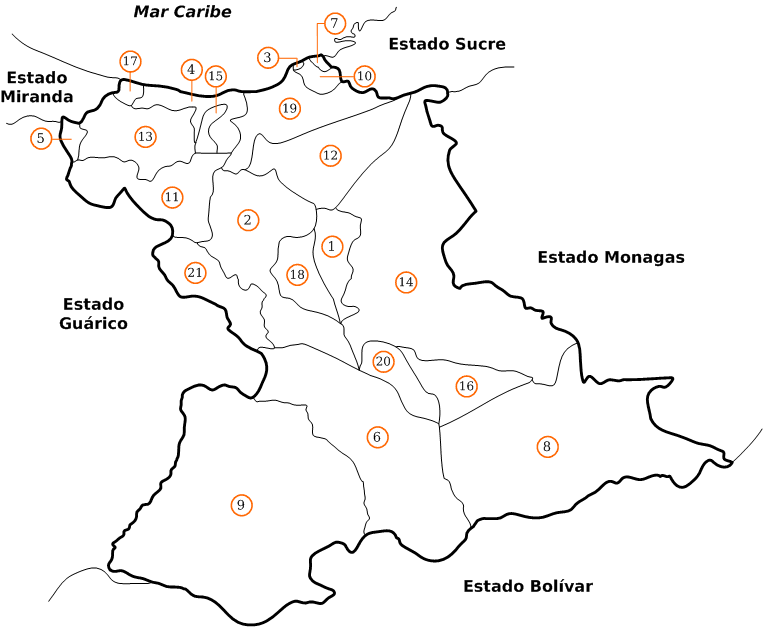
ムニシピオの行政区画。図中の番号はリストと対応している